# Ју гарден
Ју гарден је опсежна кинеска башта која се налази поред Градског бога Храма на североистоку Старог града Шангаја у месту Хуангпу Ку, Шангај Ши. Наслања се на Иуиуан Тоурист Март, Хукинтинг Теахоусе и Иу Гарден Базаар. До врта се може доћи са линије метроа 10 Иуиуан Гарден Статион. У средишту је Изврсна стена од жада, порозна стена од 3,3 м, 5 тона. Гласине о његовом пореклу укључују причу да је била намењена цару Хуизонг (Северна династија Сонг од 1100-1126 ) у царској палати у Пекингу, али је спашена од реке Хуангпу након што је брод који га је носио потонуо.

## Историја
Ју гарден је први пут саграђена 1559. године за време династије Минг од стране Пан Иундуан-а као удобност за свог оца, министра Пан Ен, у његовој старости. Пан Иундуан је започео пројекат након што ј пропустио један од царских испита, али његово именовање за гувернера Сицхуана одложило је изградњу за скоро двадесет година до 1577. године. Башта је била највећа и најпрестижнија у својој ери у Шангају, али је на крају њен трошак упропастио Панс.
Врт је наследио Зханг Зхаолин, унукин супруг Пан Иундуан-а, а затим је прешао на различите власнике. Простор је кратко организован од стране Зханг Схенгку-а као "Академија чисте и хармоније" ( Кинг-Хе Схуиуан) и Линг Иуан ( "Спирит Парк"), данашњи Еаст Гарден, купила је група локалних вођа 1709. године. Група трговаца обновила је сав оронули терен 1760. године, а 1780. године Западни врт је отворен за ширу јавност. Током 19. века вртови су претрпели много штете. Током Првог опијумског рата, британска војска је користила Хукинтинг чајану као базу операција неколико дана 1842. године. Током побуне Таипинга, Друштво за мале мачеве водило је своје седиште у дворани Дианцхун; док су Кингове трупе пронашле врт, изворне структуре су скоро све уништене. Јапанци су их поново оштетили 1942. године пре него што су га поправили Лиангсхун Хан (Роцкери Хан), именован од стране владе Шангаја од 1956. до 1961. године. Они су отворени за јавност 1961. године и проглашени националним спомеником 1982. године.

## Дизајн
Данас, Ју врт заузима површину од 2 хектара (5 хектара), и подељен је на шест општих области у стилу Сузхоу:
Сансуи Халл - укључује Гранд Роцкери, камени зид висок 12 m, израђен од хуангсхи камена, са врховима, литицама, вијугавим пећинама и клисурама. Овај пејзаж је вероватно створио Зханг Нанианг током династије Минг.
Ванхуа Цхамбер. Дианцхун Халл - изграђена 1820. године, прва година цара Даогуанг; служио је као база Друштва за мале мачеве од септембра 1853. до фебруара 1855. године Хуијинг Халл
Дворана Иухуа - опремљена комадима ружиног дрвета из династије Минг, дијели своје име са планином у близини Ксиние у Зхејианг.
Унутрашњи врт - камењари, рибњаци, павиљони и куле; први пут је изложен 1709. године, а недавно је обновљен 1956. комбинацијом источне и западне баште Свака област је одвојена од других "змајевим зидовима"са валовитим сивим гребенима, од којих сваки завршава змајевом главом.